# Chris Brown (veterinario)
Chris Brown (Newcastle, Nueva Gales del Sur, Australia, 11 de septiembre de 1978) es un veterinario australiano, conocido por participar en el programa Veterinario al rescate.

## Biografía
A mediados del 2014 salió con la actriz australiana Kassandra Clementi, pero la relación terminó.

## Carrera
Desde el 2009 aparece en el programa Bondi Vet, donde sigue el trabajo de Brown en el Hospital Veterinario Bondi Junction.
El 1 de febrero de 2015 Brown se unió como copresentador de la versión australiana del programa I'm a Celebrity...Get Me Out of Here! junto a la actriz Julia Morris.

## Filmografía

### Apariciones
| Año             | Programa                              | Notas           |
| --------------- | ------------------------------------- | --------------- |
| 2015 - presente | I'm a Celebrity...Get Me Out of Here! | co-presentador  |
| 2009 - presente | Bondi Vet                             | 43 episodios    |
| 2011 - 2013     | The Project                           | 10 episodios    |
| 2012            | The Living Room                       | presentador     |
| 2009 - 2011     | The 7PM Project                       | 43 episodios    |
| 2009 - 2010     | Good News Week                        | 2 episodios     |
| 2009            | Are You Smarter Than a 5th Grader?    | episodio # 3.12 |
| 2009            | Talkin' 'Bout Your Generation         | episodio # 1.16 |